# Rhaphuma albonotata
Rhaphuma albonotata är en skalbaggsart som beskrevs av Maurice Pic 1915. Rhaphuma albonotata ingår i släktet Rhaphuma och familjen långhorningar. Inga underarter finns listade i Catalogue of Life.